# Souls of Mischief
Souls of Mischief – amerykańska grupa hip-hopowa pochodząca z Oakland w stanie Kalifornia utworzona w latach 90. Należą do niej raperzy: A-Plus, Phesto, Opio oraz Tajai. Cała grupa jest również częścią grupy Hieroglyphics.

## Dyskografia

### Albumy studyjne
| 1993                                                   | 93 'til Infinity - Pierwszy album studyjny - Wydany: 28 września 1993 - Label: Jive                                               | 85  | 17 |
| 1995                                                   | No Man’s Land - Drugi album studyjny - Wydany: 10 października 1995 - Wytwórnia: Jive                                             | 111 | 27 |
| 1999                                                   | Focus - Trzeci album studyjny - Wydany: 20 kwietnia 1998 - Wytwórnia: Hieroglyphics Imperium                                      | —   | —  |
| 2000                                                   | Trilogy: Conflict, Climax, Resolution - Czwarty album studyjny - Wydany: 24 października 2000 - Wytwórnia: Hieroglyphics Imperium | —   | —  |
| 2009                                                   | Montezuma’s Revenge - Piąty album studyjny - Wydany: 1 grudnia 2009 - Wytwórnia: Clear Label                                      | —   | 93 |
| 2014                                                   | There Is Only Now - Szósty album studyjny - Wydany: 26 sierpnia 2014 - Wytwórnia: Linear Labs                                     | —   | 35 |
| „—” oznacza, że album nie był notowany na danej liście | |     |    |

### Single
| 1993                                                   | „93 'til Infinity”                     | 72 | 65 | 11 | 93 'til Infinity                      |
| 1993                                                   | „That's When Ya Lost”                  | —  | —  | 24 | 93 'til Infinity                      |
| 1994                                                   | „Get the Girl, Grab the Money and Run” | —  | —  | 50 | A Low Down Dirty Shame                |
| 1994                                                   | „Never No More”                        | —  | —  | 46 | 93 'til Infinity                      |
| 1995                                                   | „Rock It Like That”                    | —  | —  | 44 | No Man’s Land                         |
| 1995                                                   | „Fa Sho Fa Real”                       | —  | —  | —  | No Man’s Land                         |
| 1999                                                   | „Shooting Stars”                       | —  | —  | —  | Focus                                 |
| 1999                                                   | „Step Off”                             | —  | —  | —  | Focus                                 |
| 2000                                                   | „Medication”                           | —  | —  | —  | Trilogy: Conflict, Climax, Resolution |
| 2000                                                   | „Bad Business”                         | —  | —  | —  | Trilogy: Conflict, Climax, Resolution |
| 2000                                                   | „Acupuncture”                          | —  | —  | —  | Trilogy: Conflict, Climax, Resolution |
| 2000                                                   | „Soundscience”                         | —  | —  | —  | Trilogy: Conflict, Climax, Resolution |
| 2009                                                   | „Tour Stories”                         | —  | —  | —  | Montezuma’s Revenge                   |
| 2009                                                   | „Proper Aim”                           | —  | —  | —  | Montezuma’s Revenge                   |
| „—” oznacza, że album nie był notowany na danej liście |                                        |    |    |    |                                       |